# Gestion des structures des établissements
 (juillet 2016).
Si vous disposez d'ouvrages ou d'articles de référence ou si vous connaissez des sites web de qualité traitant du thème abordé ici, merci de compléter l'article en donnant les références utiles à sa vérifiabilité et en les liant à la section « Notes et références ».
Pour les articles homonymes, voir Geste (homonymie).
Gestion des structures des établissements ou GESTE est l'application informatique belge de la Communauté Wallonie-Bruxelles dont l'objectif est la gestion centralisée des établissements scolaires et des élèves. Elle est développée par l'ETNIC, organisme d'intérêt public, de la Communauté française de Belgique chargé de l'informatique.